# Olha Bohomolez
Olha Bohomolez (ukrainisch О́льга Богомо́лець; * 22. März 1966 in Kiew, Ukrainische SSR, Sowjetunion) ist eine ukrainische Ärztin und Politikerin.
Bei der Parlamentswahl in der Ukraine 2014 am 26. Oktober wurde sie über den Listenplatz 3 vom Block Petro Poroschenko als Abgeordnete in die Werchowna Rada gewählt.

## Herkunft
Olha Bohomolez wurde in einer Ärztefamilie geboren, die dem Tschernihiwer Zweig des litauisch-ruthenischen Adelsgeschlechts entstammt. Ihre Ururgroßmutter war die ukrainische revolutionäre Narodniki Sofija Bohomolez (1856–1892), die während ihrer Haft in Sibirien starb. Deren Sohn, der Urgroßvater von Olha Bohomolez, war der ukrainische Pathophysiologe Oleksandr Bohomolez (1881–1946), Präsident der Ukrainischen Akademie der Wissenschaften, Direktor des Physiologischen Instituts in Kiew und unter anderem Entwickler von Anti-Reticular Cytotoxic Serum. Ihr Vater Wadym Jakymowytsch Beresowskyj ist Professor am Nationalen Medizinischen Institut Oleksandr Bohomolez.

## Ausbildung
Sie studierte Medizin am Kiewer Medizinischen Institut (heute die Nationale Medizinische Oleksandr-Bohomolez-Universität). Von 1989 bis 1991 erweiterte sie ihr Wissen am Ukrainischen Staatlichen Institut der Fortbildung der Ärzte und setzte ihr Studium 1993 bis 1994 in den Vereinigten Staaten an der Medical School der University of Pennsylvania und bei A. Bernard Ackerman an der Thomas Jefferson University in Philadelphia fort.

## Berufliche Karriere
Nach ihrer Heimkehr gründete sie in Kiew die Klinik für Lasermedizin, die zum Institut für Dermatologie und Kosmetologie ausgebaut wurde und ihr Eigentum darstellt. Sie wurde zur Professorin und Leiterin des Lehrstuhls für Dermatologie und Venerologie an der Nationalen Medizinischen Universität „Oleksandr Bohomolez“ berufen.
Olha Bohomolez verfasste über siebzig wissenschaftliche Abhandlungen und erhielt neun Patente aus dem Bereich der Hautkrankheiten.
Von 2004 bis 2005 war sie Leibärztin des damaligen Staatspräsidenten Wiktor Juschtschenko.

## Politisches Engagement
Olha Bohomolez wurde über ihre Mitgliedschaft im Block Unsere Ukraine Stellvertreterin des Kiewer Stadtrats von 2005 bis 2008.

### Maidan-Proteste

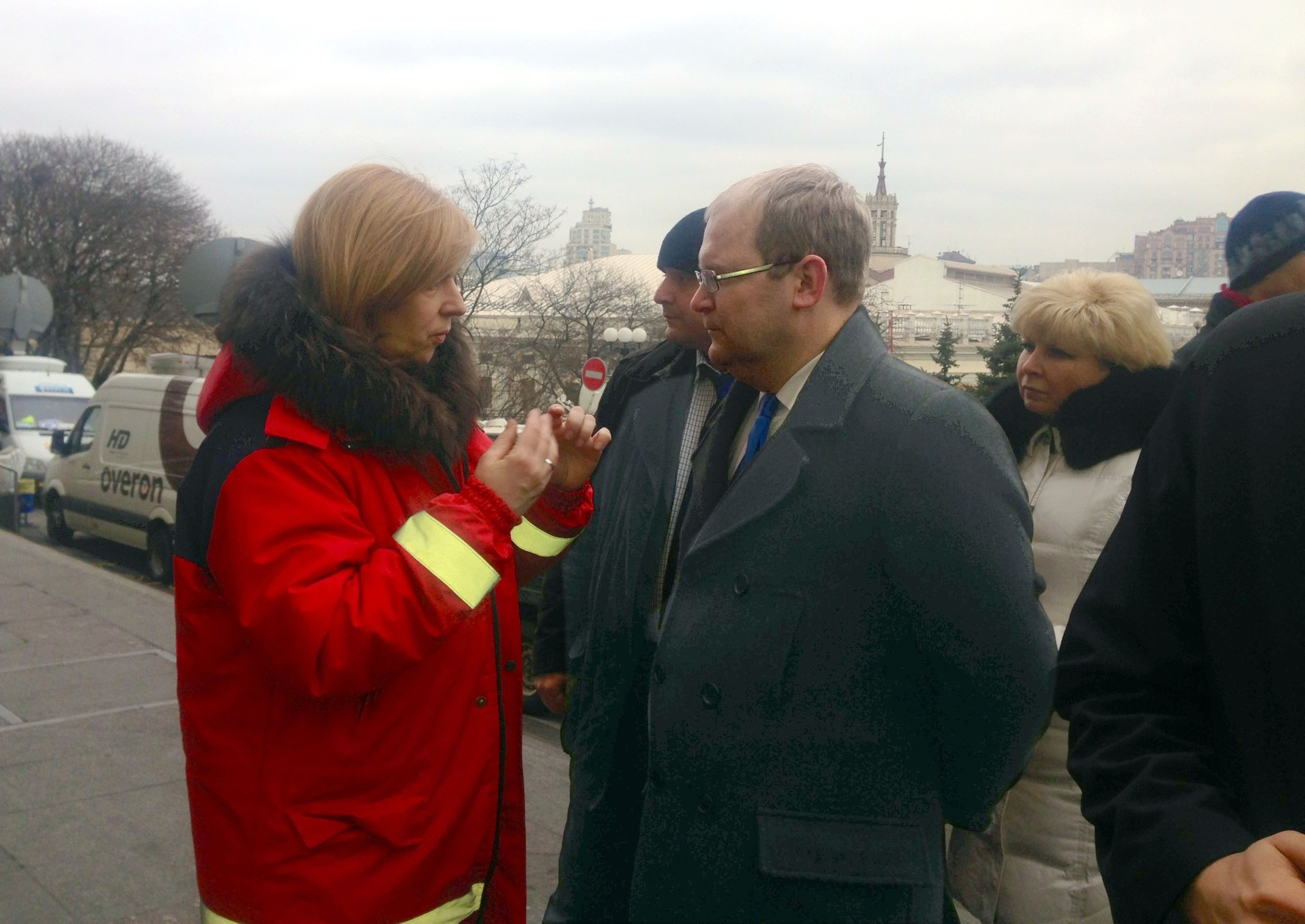
Estlands Außenminister Urmas Paet im Gespräch mit Olha Bohomolez auf dem Majdan Nesaleschnosti am 25. Februar 2014

Am Aufstand des Euromaidan in Kiew nahm sie aktiv teil und versorgte als Leiterin eines Koordinierungszentrums die zahlreichen Verletzten des Maidan. Laut Eigenangaben starben allein 12 Menschen in ihren Armen. Mehrfach äußerte sie sich zu den am 20. und 21. Februar 2014 auf dem Majdan Nesaleschnosti durch Sniper ermordeten Zivilisten und Militärs und forderte eine vollständige forensische strafrechtliche Untersuchung dieser Todesfälle. Sie regte internationale Experten und ukrainische Ermittler dazu an, anhand der Munition und Ballistik zu analysieren, welche Art von Waffen die Vielzahl von Scharfschützen verwendeten.

### Präsidentschaftskandidatur 2014
Am 27. Februar 2014 erklärte sie ihre Absicht, bei der Präsidentschaftswahl in der Ukraine am 25. Mai 2014 zu kandidieren. Sie erhielt 1,9 % der Stimmen.

### Parlamentswahl 2014
Bei der Parlamentswahl in der Ukraine 2014 trat sie auf dem Listenplatz drei der Partei Block Petro Poroschenko an.

## Stifterin des Museums der ukrainischen Hausikonen

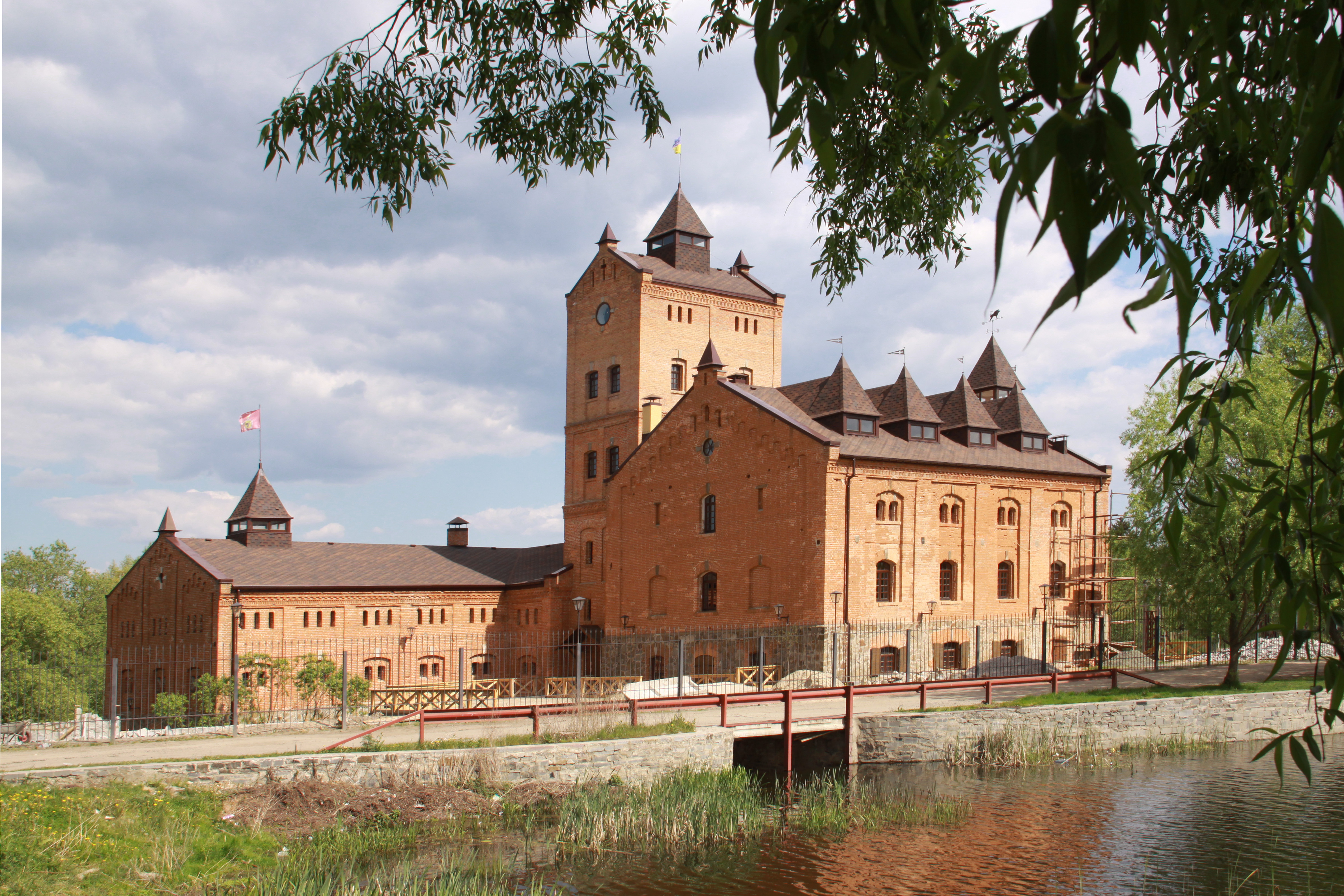
Museum der ukrainischen Hausikonen in Radomyschl

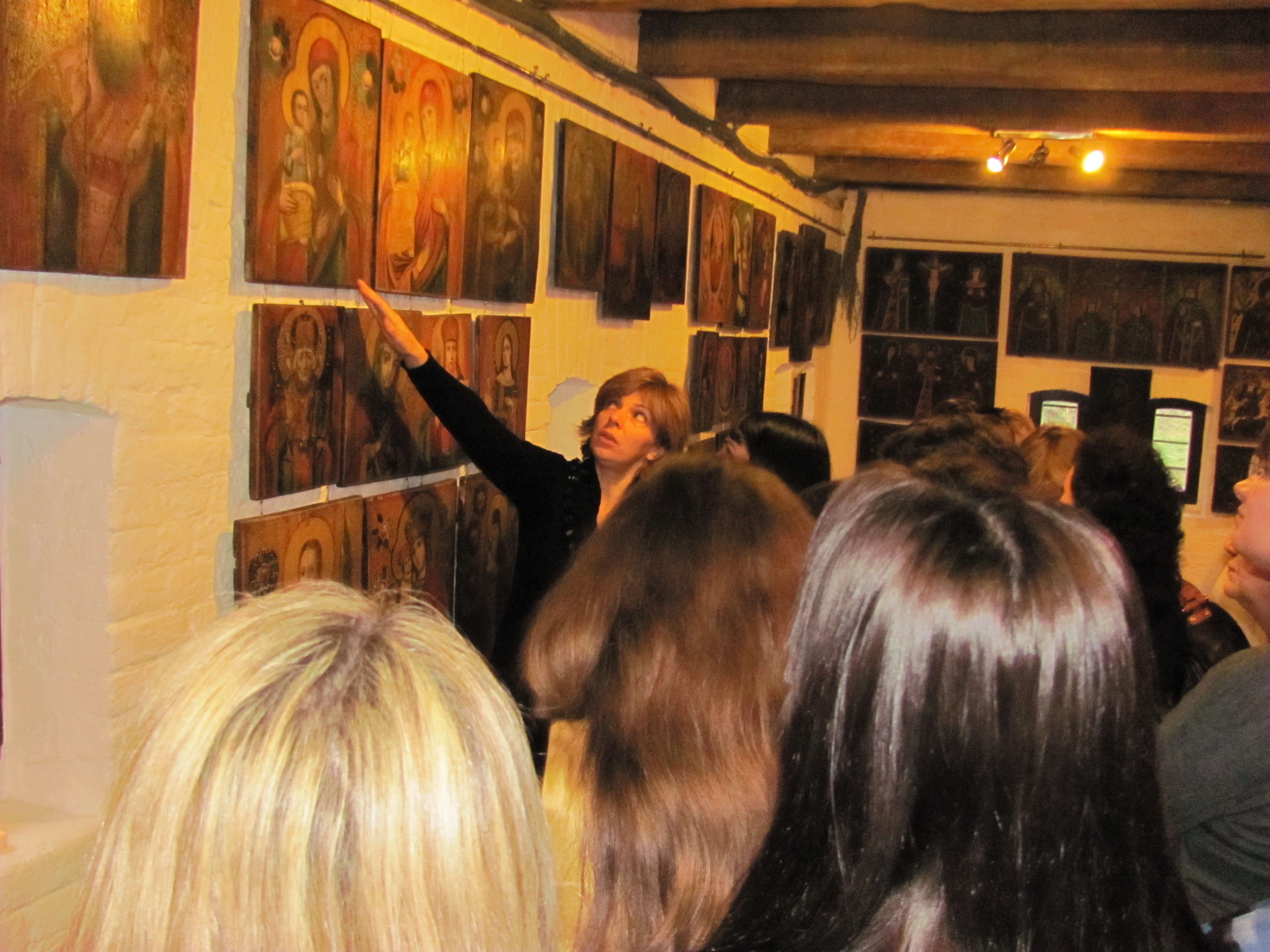
Bohomolez bei einer Führung durch ihr Hausikonen-Museum

Am 30. September 2011 eröffnete Bohomolez ein von ihr gestiftetes Museum der ukrainischen Hausikonen in der etwa 100 Kilometer westlich von Kiew gelegenen Stadt Radomyschl (Oblast Schytomyr). Es beinhaltet ihre Sammlung der von Volks- und Berufsikonenmalern aus der ganzen Ukraine erstellten Ikonen, die Bohomolez seit 1996 zusammengestellt hatte und zum Teil restaurieren ließ. Die Kollektion befindet sich in einer ehemaligen Papiermühle, die aufwendig zum sogenannten Schloss Radomyschl umgebaut wurde.

## Privates
Olha Bohomolez ist eine geschiedene Mutter von vier Kindern. Sie ist auch als Sängerin und Liederkomponistin tätig, hat an einigen Gesangswettbewerben in der Ukraine und im Ausland teilgenommen und fünf CDs veröffentlicht. Die Honorare für ihre zahlreichen Gesangskonzerte spendete sie für wohltätige Zwecke.